# Fulco I. d’Este

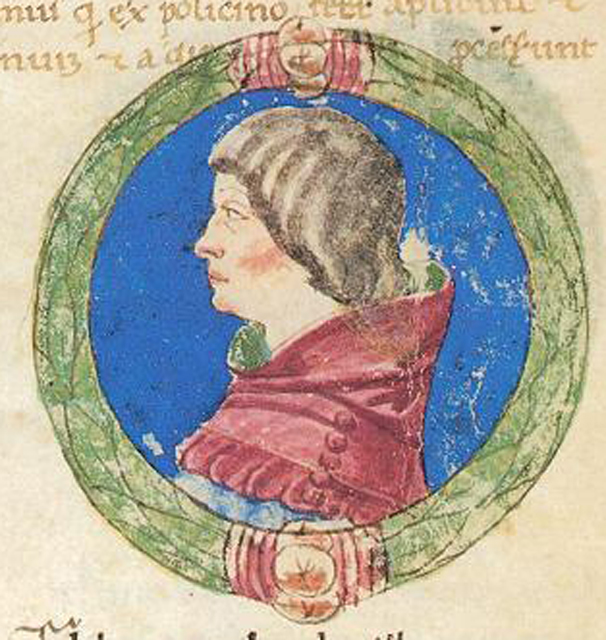
Fulco I. d’Este (spätere Abbildung)

Wappen des Hauses Este

Fulco I. d’Este (schätzungsweise 1070–1136) war der Begründer der italienischen Linie des Adelsgeschlecht der Este.

## Leben und Wirken
Fulco war der jüngste Sohn von Alberto Azzo II. d’Este aus seiner zweiten Ehe mit Garsende von Maine, Tochter des Grafen Herbert I. Nach dem Tod seines Vaters, 1097, erbte Fulco die italienischen Besitzungen der Familie, deren Schwerpunkt im Veneto um Mantua, Padua, Treviso und Verona lag, während sein älterer Halbbruder, der bayrische Herzog Welf IV., den Besitz nördlich der Alpen erhielt. Diese Aufteilung wurde jedoch von Welf IV. nicht anerkannt, erst unter dessen Enkel Heinrich dem Löwen wurden 1154 in einem Vertrag den Erben Fulcos die italienischen Güter zugesprochen. Fulcos Geschlecht nannte sich nach der Burg Este im Veneto. Fulco knüpfte erste Verbindungen zum Adel von Ferrara, dessen Herrschaft die Este ein Jahrhundert später erlangten.

## Familie
Fulco hatte sechs Kinder:
- Azzo IV. († vor 1145)
- Bonifacio I. († 1163)
- Fulco II. († vor 1172)
- Alberto (nach 1184)
- Obizzo I. († 25. Dezember 1193)
- Beatrice